# フェデリコ・マガジャネス
フェデリコ・マガジャネス（Gerardo Federico Magallanes González, 1976年8月28日 - ）は、ウルグアイ・モンテビデオ出身の元ウルグアイ代表のサッカー選手。ポジションはフォワード。

## 経歴
1995年にウルグアイ代表デビュー。コパ・アメリカ1999では5試合に出場、準優勝した。また、2002 FIFAワールドカップにも出場した。ウルグアイ代表で26試合に出場、6得点をあげた。

## 代表歴

### 出場大会
- ウルグアイ代表
  - 2002 FIFAワールドカップ

### 試合数
- 国際Aマッチ 26試合 6得点（1995年-2002年）[1]

| ウルグアイ代表 | 国際Aマッチ | 国際Aマッチ |
| 年             | 出場        | 得点        |
| -------------- | ----------- | ----------- |
| 1995           | 2           | 0           |
| 1996           | 0           | 0           |
| 1997           | 0           | 0           |
| 1998           | 1           | 0           |
| 1999           | 6           | 2           |
| 2000           | 5           | 2           |
| 2001           | 7           | 2           |
| 2002           | 5           | 0           |
| 通算           | 26          | 6           |